# Alexándra
Alexándra är en ort i Grekland.   Den ligger i prefekturen Nomós Kilkís och regionen Mellersta Makedonien, i den norra delen av landet, 400 km norr om huvudstaden Aten. Alexándra ligger 176 meter över havet och antalet invånare är 163.
Terrängen runt Alexándra är varierad.Runt Alexándra är det ganska glesbefolkat, med 22 invånare per kvadratkilometer. Närmaste större samhälle är Mouriés, 2,3 km väster om Alexándra. Trakten runt Alexándra består till största delen av jordbruksmark.